# 三一堂 (德累斯顿)

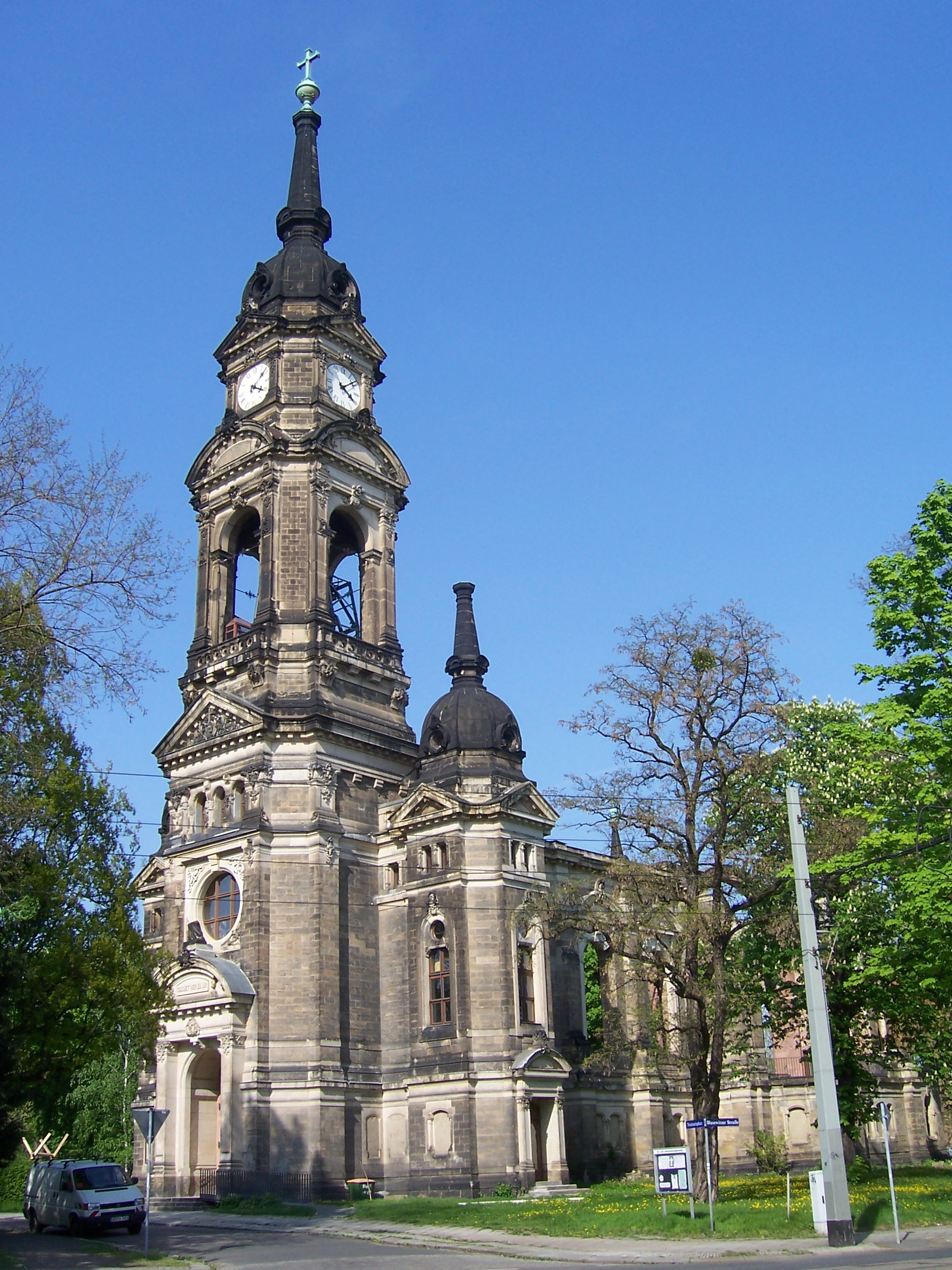
三一堂

三一堂（Trinitatiskirche）是德国德累斯顿的一个教堂，位于约翰城区（Johannstadt）。它建于1891-1893年。1945年2月的德累斯顿轰炸彻底摧毁了屋顶和内部，墙壁严重受损，只有钟楼是轻微受损。钟楼在1950年修复。1960年代，堂会另建一间房屋用于礼拜和一个会议室，将教堂废墟仍然保留。
继共产主义崩溃和两德统一后，没有房顶的教堂废墟被用作青年中心，为该地区的年轻人提供会议，音乐会，电影放映等休闲活动的空间。